# Davis Cleveland
Davis Richard Cleveland (Houston, 5 de fevereiro de 2002) é um ator americano. Ficou conhecido por interpretar o travesso, Flynn Jones, na série Shake It Up do Disney Channel, junto com Bella Thorne e Zendaya Coleman.

## Carreira
Davis Cleveland  descobriu que tinha uma paixão por atuar depois de fazer o trabalho comercial no Texas. Depois ele se mudou para Los Angeles, ele apareceu em comerciais para McDonalds, Nissan, Kmart, Nintendo, Microsoft e Baked Ham Mel. Ele co-estrelou diversos shows na televisão, incluindo Hannah Montana, Zeke e Luther, Boa Sorte Charlie, Par de Reis, "Desperate Housewives", "How I Met Your Mother e The Ghost Whisperer. Em 2009, ele estrelou a comédia piloto da Fox Sons of Tucson. Cleveland foi uma das estrelas da série original do Disney Channel Shake It Up! como Flynn Jones, o irmão mais novo de CeCe (Bella Thorne).
Em 18 de janeiro de 2016, Cleveland estrelou o filme Rufus, da Nickelodeon, ao lado de Jace Norman.

## Filmografia
| Ano     | Título                 | Papel        | Notas                                                      |
| ------- | ---------------------- | ------------ | ---------------------------------------------------------- |
| 2008    | How I Met Your Mother  | Andy         | Episódio: "The Fight"                                      |
| 2008    | Criminal Minds         | Ricky        | Episódio: "Masterpiece"                                    |
| 2009    | Ghost Whisperer        | Tyler Harmon | Episódio: "Birthday Presence"                              |
| 2009    | Desperate Housewives   | Jeffrey      | Episódio: "The Story of Lucy and Jessie"                   |
| 2010–13 | Shake It Up            | Flynn Jones  | Elenco Principal                                           |
| 2010–11 | Zeke and Luther        | Roy Waffles  | Episódios: "Little Bro, Big Trouble" & "Sibling Rivalries" |
| 2010    | Hannah Montana Forever | Little Boy   | 2 episódios                                                |
| 2010    | Pair of Kings          | Chauncey     | Episódio: "Big Kings on Campus"                            |
| 2011    | Good Luck Charlie      | Flynn Jones  | Episódio crossover: "Charlie Shakes It Up"                 |
| 2011    | Good Luck Charlie      | Walker       | Episódios: "Snow Show: Parte 2"                            |
| 2014    | Rizzoli & Isles        | Zach Langley | Episode Tears of a Clown                                   |
| 2016    | Rufus                  | Manny        | Papel Principal                                            |
| 2017    | Rufus 2                | Manny        | Papel Principal                                            |

## Discografia
| Ano  | Música         | Álbum          | Notas                           |
| ---- | -------------- | -------------- | ------------------------------- |
| 2011 | "Monster Mash" | Spooky Buddies | com Adam Irigoyen e Kenton Duty |
| 2011 | "I Am"         | RO•SHON        | Aparição                        |

## Prêmios e Indicações
| Ano  | Prêmio             | Categoria | Trabalho    | Resultado | Ref.  |
| ---- | ------------------ | --- | ----------- | --------- | ----- |
| 2011 | Young Artist Award | Ator Jovem Excepcional em Uma Série de TV (compartilhado com Bella Thorne, Zendaya, Roshon Fegan, Adam Irigoyen, Kenton Duty, Caroline Sunshine) | Shake It Up | Indicado  | [ 3 ] |
| 2012 | Young Artist Award | Ator Jovem Excepcional em Uma Série de TV (compartilhado com Bella Thorne, Zendaya, Roshon Fegan, Adam Irigoyen, Kenton Duty, Caroline Sunshine) | Shake It Up | Indicado  | [ 4 ] |